# 26. ročník udílení Césarů
26. ročník udílení francouzského filmového ocenění César probíhalo dne 24. února 2001 v pařížském Théâtre des Champs-Élysées. Ceremoniálu předsedal herec Daniel Auteuil, moderátorem byl herec Édouard Baer. Za nejlepší film byl označen snímek Někdo to rád jinak.

## Nominace a vítězové

### César pro nejlepší film
- Někdo to rád jinak – Agnès Jaoui
  - Harry to s vámi myslí dobře – Jean-Pierre Denis
  - Harry to s vámi myslí dobře – Dominik Moll
  - Saint-Cyr – Patricia Mazuyová
  - V zajetí chuti – Bernard Rapp

### César pro nejlepší zahraniční film
- Stvořeni pro lásku – Wong Kar-wai
  - Raz dva – Edward Yang
  - Americká krása – Sam Mendes
  - Billy Elliot – Stephen Daldry
  - Tanec v temnotách – Lars von Trier

### César pro nejlepšího herce
- Sergi López – Harry to s vámi myslí dobře
  - Jean-Pierre Bacri – Někdo to rád jinak
  - Charles Berling – Sentimentální osudy
  - Bernard Giraudeau – V zajetí chuti
  - Pascal Greggory – Zmatené vztahy

### César pro nejlepší herečku
- Dominique Blancová – Stand-by
  - Emmanuelle Béart – Sentimentální osudy
  - Juliette Binocheová – Prokletí ostrova Saint Pierre
  - Isabelle Huppertová – Saint-Cyr
  - Muriel Robin – Marie-Line

### César pro nejlepšího herce ve vedlejší roli
- Gérard Lanvin – Někdo to rád jinak
  - Lambert Wilson – Jet Set
  - Emir Kusturica – Prokletí ostrova Saint Pierre
  - Alain Chabat – Někdo to rád jinak
  - Jean-Pierre Kalfon – Saint-Cyr

### César pro nejlepší herečku ve vedlejší roli
- Anne Alvaro – Někdo to rád jinak
  - Jeanne Balibarová – Zítra bude líp
  - Mathilde Seigner – Harry to s vámi myslí dobře
  - Agnès Jaoui – Někdo to rád jinak
  - Florence Thomassin – V zajetí chuti

### César pro nejslibnějšího herce
- Jalil Lespert – Ressources humaines
  - Jean-Pierre Lorit – V zajetí chuti
  - Boris Terral – Král tančí
  - Cyrille Thouvenin – Zmatené vztahy
  - Malik Zidi – Kapky deště na rozpálených kamenech

### César pro nejslibnější herečku
- Sylvie Testudová – Les Blessures assassines
  - Bérénice Bejo – Největší ženská naděje
  - Sophie Guillemin – Harry to s vámi myslí dobře
  - Isild Le Besco – Markýz de Sade
  - Julie-Marie Parmentier – Les Blessures assassines

### César pro nejlepšího režiséra
- Dominik Moll – Harry to s vámi myslí dobře
  - Agnès Jaoui – Někdo to rád jinak
  - Jean-Pierre Denis – Les Blessures assassines
  - Mathieu Kassovitz – Purpurové řeky
  - Patricia Mazuyová – Saint-Cyr

### César pro nejlepší filmový debut
- Laurent Cantet – Ressources humaines
  - Nationale 7 – Jean-Pierre Sinapi
  - Místa zločinu – Frédéric Schoendoerffer
  - La Squale – Fabrice Genestal
  - Stand-by – Roch Stéphanik

### César pro nejlepší scénář
- Agnès Jaoui a Jean-Pierre Bacri – Někdo to rád jinak
  - Laurent Cantet a Gilles Marchand – Ressources humaines
  - Gilles Marchand a Dominik Moll – Harry to s vámi myslí dobře
  - Patricia Mazuyová a Yves Thomas – Saint-Cyr
  - Bernard Rapp a Gilles Taurand – V zajetí chuti

### César pro nejlepší filmovou hudbu
- Tomatito, Cheikh Ahmad al-Tûni, La Caita a Tony Gatlif – Vengo
  - John Cale – Saint-Cyr
  - Bruno Coulais – Purpurové řeky
  - David Sinclair Whitaker – Harry to s vámi myslí dobře

### César pro nejlepší kameru
- Agnès Godard – Beau Travail
  - Éric Gautier – Sentimentální osudy
  - Thierry Arbogast – Purpurové řeky

### César pro nejlepší kostýmy
- Édith Vesperini a Jean-Daniel Vuillermoz – Saint-Cyr
  - Olivier Bériot – Král tančí
  - Yvonne Sassinot de Nesle – Vatel

### César pro nejlepší výpravu
- Jean Rabasse – Vatel
  - Thierry François – Saint-Cyr
  - Katia Wyszkop – Sentimentální osudy

### César pro nejlepší zvuk
- Gérard Hardy, François Maurel a Gérard Lamps – Harry to s vámi myslí dobře
  - Dominique Dalmasso a Henri Morelle – Král tančí
  - Cyril Holtz a Vincent Tulli – Purpurové řeky

### César pro nejlepší střih
- Yannick Kergoat – Harry to s vámi myslí dobře
  - Hervé de Luze – Někdo to rád jinak
  - Marilyne Monthieux – Purpurové řeky

### César pro nejlepší krátkometrážní film
- Salam – Souad El-Bouhati a Un petit air de fête – Éric Guirado
  - Tam na konci světa – Konstantin Bronzit
  - Le Puits – Jérôme Boulbes

### Čestný César
- Darry Cowl, Charlotte Rampling, Agnès Varda